# جائزة الكرة الذهبية 1979
جائزة الكرة الذهبية 1979، جائزة سنوية تُعطى لأفضل لاعب كرة القدم في العالم من طرف مجلة فرانس فوتبول الفرنسية، كما تقرره لجنة دولية من الصحفيين الرياضيين، وفاز بالجائزة في 1979 اللاعب الإنجليزي كيفن كيغان لاعب هامبورغ.

## الترتيب
| الترتيب | اللاعب              | النادي         | الجنسية         | النقاط |
| ------- | ------------------- | -------------- | --------------- | ------ |
| 1       | كيفن كيغان          | هامبورغ        | إنجلترا         | 118    |
| 2       | كارل هاينز رومينيغه | بايرن ميونخ    | ألمانيا الغربية | 52     |
| 3       | رود كرول            | أياكس أمستردام | هولندا          | 41     |